# Thismia
Thismia ist eine Pflanzengattung aus der Familie Thismiaceae.

## Beschreibung
Die Pflanzen sind ausdauernd, mykotroph und chlorophylllos. Ein Rhizom ist nicht vorhanden. Die Wurzeln verlaufen horizontal und sind stark zylindrisch. Der Stängel ist sehr kurz und unverzweigt. Die Blätter sind ungestielt und weiß. Die Blütenstände bestehen aus einzelnen Blüten. Die Tragblätter der Blüten sind überlappend. Blütenstiele fehlen. Die Blüten sind aufrecht und weder gerippt noch geflügelt. Die Blütenhülle wird hinfällig, wenn die Frucht reift. Die sechs Staubblätter hängen. Der Fruchtknoten ist einkammerig. Die Kapsel ist becherförmig.

## Vorkommen
Die Arten der Gattung sind pantropisch verbreitet.

## Systematik
Die Gattung Thismia wurde im Jahr 1844 von William Griffith in Proceedings of the Linnean Society of London, Band 1, Seite 221 aufgestellt, wobei Thismia brunonis als Typusart diente. Der Gattungsname Thismia stellt ein Anagramm für Smithia dar. Der Name wurde zu Ehren des englischen Mikroskopierers Thomas Smith kreiert. Der Name Smithia selbst war bereits für eine Gattung der Hülsenfrüchtler (Fabaceae) vergeben worden.
Die Gattung Thismia Griff. enthält etwa 48 Arten:
- Thismia abei (Akasawa) Hatus. Im südlichen Japan.[3]

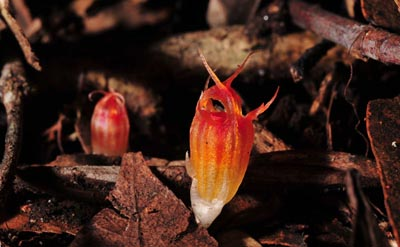
Thismia megalongensis

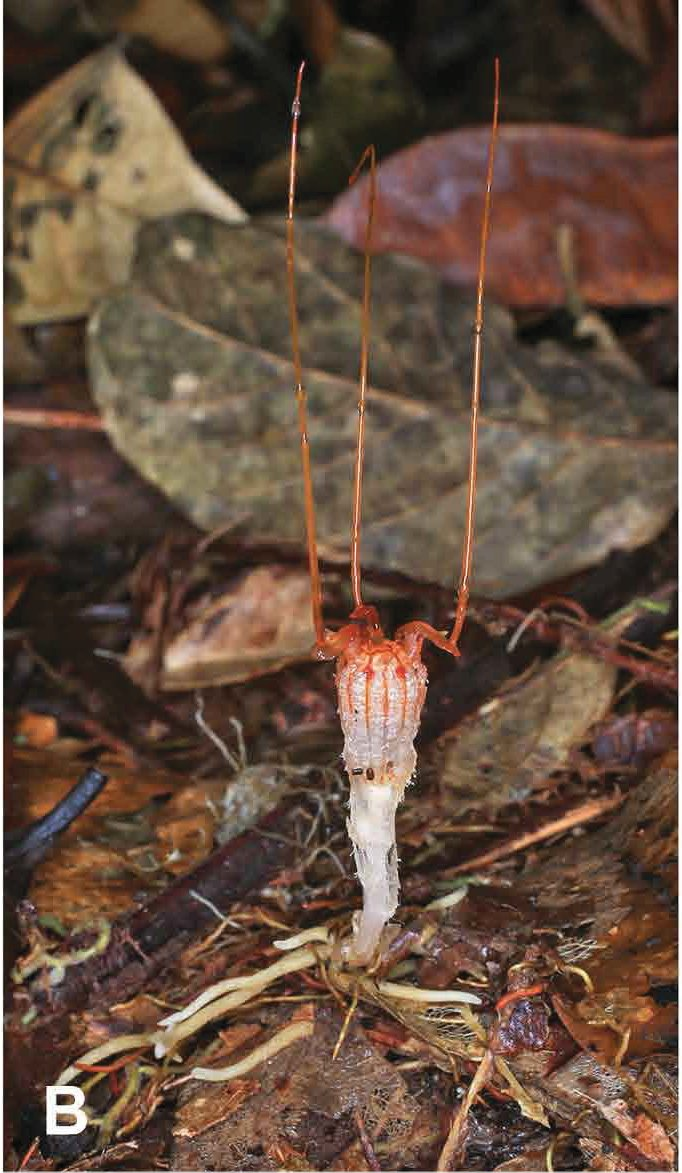
Thismia neptunis

- Thismia alba Holttum ex Jonker. Thailand und die Malaiische Halbinsel.[3]
- Thismia americana N.Pfeiff. Im nordöstlichen Illinois. Gilt heute als ausgestorben.[3]
- Thismia angustimitra Chantanaorr. In Thailand.[3]
- Thismia annamensis K.Larsen & Aver. In Vietnam.[3]
- Thismia appendiculata Schltr. Im nordöstlichen Neuguinea.[3]
- Thismia arachnites  Ridl. Auf der Malaiischen Halbinsel.[3]
- Thismia aseroe Griff. In Malaysia.[3]
- Thismia betung-kerihunensis Tsukaya & H.Okada. Auf Borneo.[3]
- Thismia bifida M.Hotta. Auf Borneo.[3]
- Thismia brunneomitra Hrones, Kobrlová & Dancák: Die 2015 erstbeschriebene Art kommt in Brunei vor.[3]
- Thismia brunonis Becc. In Myanmar.[3]
- Thismia caudata Maas & H.Maas. In Brasilien. Gilt heute als ausgestorben.[3]
- Thismia chrysops Ridl. Auf der Malaiischen Halbinsel.[3]
- Thismia clandestina (Blume) Miq. Im westlichen Java.[3]
- Thismia clavarioides K.R.Thiele. In New South Wales.[3]
- Thismia crocea (Becc.) J.J.Sm. Im westlichen Neuguinea.[3]
- Thismia episcopalis (Becc.) F.Muell. Im nördlichen und nordwestlichen Borneo.[3]
- Thismia espirito-santensis Brade. In Brasilien.[3]
- Thismia filiformis Chantanaorr. In Thailand.[3]
- Thismia fumida Ridl. In Malaysia.[3]
- Thismia fungiformis (Taub. ex Warm.) Maas & H.Maas. In Brasilien. Gilt heute als ausgestorben.[3]
- Thismia gardneriana Hook.f. ex Thwaites. Auf Sri Lanka.[3]
- Thismia gigantea (Jonker) Hroneš: Sie kommt auf Luzon vor.[3]
- Thismia glaziovii Poulsen. In Brasilien.[3]
- Thismia gongshanensis Hong Qing Li & Y.K. Bi: Sie kommt in Yunnan vor.[3]
- Thismia goodii Kiew. Auf Borneo.[3]
- Thismia grandiflora Ridl. Auf der Malaiischen Halbinsel.[3]
- Thismia hexagona Dancák, Hroneš, Kobrlová & Sochor: Die 2013 erstbeschriebene Art kommt in zwei Varietäten auf Borneo vor.[3]
- Thismia hongkongensis Mar & R.M.K.Saunders: Die 2015 erstbeschriebene Art kommt in Hongkong vor.[3]
- Thismia huangii P.Y.Jiang & T.H.Hsieh. Im nordwestlichen Taiwan.[3]
- Thismia hyalina (Miers) Benth. & Hook.f. ex F.Muell. Im nördlichen Peru und dem südöstlichen Brasilien.[3]
- Thismia iguassuensis (Miers) Warm. In Brasilien.[3]
- Thismia janeirensis Warm. In Brasilien.[3]
- Thismia javanica J.J.Sm. Im südlichen Indochina und dem westlichen Malaysia.[3]
- Thismia kelabitiana Dančák, Hroneš & Sochor auf Borneo.
- Thismia labiata J.J.Sm. Im östlichen Sumatra.[3]
- Thismia lauriana Jarvie. Auf Borneo.[3]
- Thismia luetzelburgii Goebel & Suess. In Costa Rica, Panama und Brasilien.[3]
- Thismia macahensis (Miers) F.Muell. In Brasilien.[3]
- Thismia melanomitra Maas & H.Maas. In Ecuador.[3]
- Thismia mirabilis K.Larsen. Im südlichen und südöstlichen Thailand.[3]
- Thismia mucronata Nuraliev: Sie kommt in Vietnam vor.[3]
- Thismia mullerensis Tsukaya & H.Okada. Im zentralen Borneo.[3]
- Thismia neptunis Becc.: Auf Borneo.[3]
- Thismia nigricans Chantanaorr. & Sridith: Sie kommt in Thailand vor.[3]
- Thismia nigricoronata Kumar & S.W. Gale: In Laos, Provinz Vientiane.
- Thismia okhaensis Luu, Tich, G. Tran & Dinh: Sie kommt in Vietnam vor.[3]
- Thismia ophiuris Becc. Im nördlichen und nordwestlichen Borneo.[3]
- Thismia panamensis (Standl.) Jonker. Von Costa Rica bis Bolivien.[3]
- Thismia prataensis Mancinelli, C.T.Blum & E.C.Smidt: Sie kommt nur in der Serra da Prata im brasilianischen Bundesstaat Paraná vor.[3]
- Thismia puberula Nuraliev: Die 2015 erstbeschriebene Art kommt in Vietnam vor.[3]
- Thismia racemosa Ridl. Auf der Malaiischen Halbinsel.[3]
- Thismia rodwayi F.Muell. Im südöstlichen Australien und auf der neuseeländischen Nordinsel.[3]
- Thismia saulensis H.Maas & Maas. In Französisch-Guayana.[3]
- Thismia singeri (de la Sota) Maas & H.Maas. In Bolivien.[3]
- Thismia taiwanensis Sheng Z.Yang, R.M.K.Saunders & C.J.Hsu. Auf Taiwan.[3]
- Thismia tentaculata K.Larsen & Aver. In Hongkong und dem zentralen Vietnam.[3]
- Thismia tuberculata Hatus. Im südlichen Teil der japanischen Insel Kyūshū.[3]
- Thismia yorkensis Cribb. Im nördlichen Queensland.[3]

## Quelle
- Deborah Q. Lewis: Burmanniaceae. Thismia. In: Flora of North America Editorial Committee (Hrsg.): Flora of North America North of Mexico. Magnoliidae and Hamamelidae. Volume 3. Oxford University Press, New York u. a. 2002, ISBN 0-19-515208-5, Thismia (englisch, Thismia – Online – dieses Werk ist textgleich Online). (Abschnitt Beschreibung, Verbreitung und Systematik)